# زعیم‌الدوله
میرزا محمد مهدی خان زعیم الدوله تبریزی، مشهور به رییس‌الحکماء و دکترا میرزا مهدیخان زعیم‌الدوله، ازمنتقدان  بهائیت،اهل تبریز بود. از استانبول به مصر رفت و در قاهره اقامت گزید و در آن جا به انتشار روزنامه فارسی «حکمت» مبادرت کرد. کتابی به زبان فارسی در اصول و فرع ادیان جهان نگاشت و در آن کتاب به تفصیل در رد فرقه بابیه سخن گفته است. او کتاب مفصلی در رد و تاریخ بابیه نوشته و آن را «باب‌الابواب» نامیده است. سپس از آن کتاب، کتاب مختصری در تاریخ بابیه انتخاب کرد و آن را «مفتاح باب‌الابواب» نامید.